# Furush Beit Dajan
Furush Beit Dajan (àrab: فروش بيت دجن, Furūx Bayt Dajan) és un vila palestina de la governació de Nablus, a Cisjordània, al nord de la vall del Jordà, 10 kilòmetres a l'est de Nablus. Segons l'Oficina Central Palestina d'Estadístiques tenia 1.160 habitants en 2007.
la majoria dels residents de Furush Beit Dajan són beduïns o descendents de beduïns que emigraren de la vila de Yattir, al desert del Nègueb, després que foren desallotjats per les autoritats d'Israel en 1952. La majoria han abandonat el seu estil de vida nòmada i s'han adaptat a l'agricultura. No obstant això, molts encara es dediquen a la ramaderia d'ovelles i cabres, al nord de la vila, on hi ha una àrea de pastura natural. Furush Beit Dajan rep la major part de l'aigua de les deus a la part sud del poble.